# Laura Chimaras

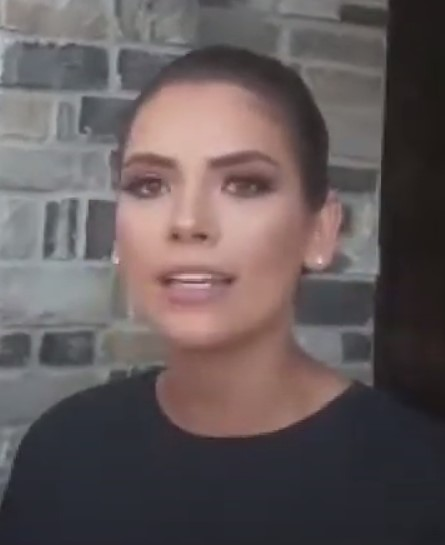
Laura Chimaras, 2018

Laura Arianna Chimaras Martínez (* 8. Mai 1991 in Caracas, Venezuela) ist eine venezolanische Schauspielerin.

## Leben
Laura Chimaras ist die Tochter des Schauspielers Yanis Chimaras (1955–2007), der Ende April 2007 in der nordvenezolanischen Provinzstadt Guatire Opfer eines von mehreren jugendlichen Gewalttätern verübten Mordanschlages wurde. Als junges Mädchen von acht Jahren stieß auch Laura zur Schauspielerei und war seit Beginn des neuen Jahrtausends regelmäßig in venezolanischen Fernsehproduktionen zu sehen. Dabei handelte es sich überwiegend um die in Lateinamerika beliebten Telenovelas.
Mit der Fabiola Azcárate, Schwester von fünf Brüdern, die in der Ferne studiert hat und eines Tages wieder in ihre Heimat zurückkehrt, erhielt die 18-Jährige 2009 in der Telenovela Libres como el viento (auf Deutsch: Frei wie der Wind) ihre erste Hauptrolle. In der Folgezeit konnte Laura Chimaras lediglich tragende Nebenrollen in weiteren Telenovelas ergattern, in der die attraktive, brünette Nachwuchskünstlerin meist sinnliche, leidenschaftliche und verführerische junge Frauen verkörperte. In der Agentenfilmparodie Er Conde Bond 007 y Pico gab Laura Chimaras 2012 ihren Einstand im Kinofilm und durfte hier auch erstmals ihr komödiantisches Talent zeigen.

## Filmografie (Fernsehen)
- 2001: Felina
- 2005: Con toda el Alma
- 2006: Túkiti, crecí de una
- 2007: Toda una dama
- 2008–2009: Nadie me dirá como quererte
- 2009: Libres como el viento
- 2011: La banda
- 2011–2012: El árbol de Gabriel
- 2012: Er Conde Bond 007 y Pico (Kinofilm)
- 2012: Solo en casa
- 2014: La virgen de la Calle
- 2017: La Fan (Serie)
- 2017–18: Sangre de mi tierra (Serie)
- 2018: Mi Familia Perfecta (Serie)

## Anmerkung
1. ↑  “Yanis Chimaras starb als Held” in notas.com

| Personendaten    | Personendaten                                         |
| ---------------- | ----------------------------------------------------- |
| NAME             | Chimaras, Laura                                       |
| ALTERNATIVNAMEN  | Chimaras Martínez, Laura Arianna (vollständiger Name) |
| KURZBESCHREIBUNG | venezolanische Schauspielerin                         |
| GEBURTSDATUM     | 8. Mai 1991                                           |
| GEBURTSORT       | Caracas, Venezuela                                    |